# Arenaria norvegica
Arenaria norvegica là loài thực vật có hoa thuộc họ Cẩm chướng. Loài này được Gunnerus mô tả khoa học đầu tiên năm 1772.